# Rhypopteryx hemiphanta
Rhypopteryx hemiphanta är en fjärilsart som beskrevs av Collenette 1956. Rhypopteryx hemiphanta ingår i släktet Rhypopteryx och familjen tofsspinnare. Inga underarter finns listade.